# Mastigoproctus colombianus
Espèce
Mastigoproctus colombianus est une espèce d'uropyges de la famille des Thelyphonidae.

## Distribution
Cette espèce est endémique de Colombie. Elle se rencontre vers Villavicencio.

## Étymologie
Son nom d'espèce lui a été donné en référence au lieu de sa découverte, la Colombie.

## Publication originale
- Mello-Leitão, 1940 : Um Pedipalpo e dois Escorpioes da Colombia. Papeis Avulsos do Departamento de Zoologia Secretaria de Agricultura Sao Paulo, vol. 1, p. 51-56.